# 칼케돈 신경
칼케돈 신경( - 信經, 영어: Chalcedonian Definition, Chalcedonian Creed, Definition of Chalcedon) 또는 칼케돈 신앙 정식( - 信仰 定式)은 서기 451년 칼케돈 공의회에서 채택한 신앙 고백이다. 칼케돈은 당시 소아시아(오늘날의 터키) 지역 기독교의 중심지였다. 로마 가톨릭교회와 동방 정교회 그리고 많은 개신교 교파 등 칼케돈파 교회들은 칼케돈 공의회를 제4차 세계 공의회로 인정하고 수용하고 있다. 그렇지만 오리엔트 정교회 측은 칼케돈 공의회를 수용하지 않기 때문에 이들은 비칼케돈파로 분류된다.
칼케돈 신앙 정식은 두 가지로 요약할 수 있다. 첫째, 하느님의 외아들 예수 그리스도는 참 하느님이고 참 사람이라는 것이다. 그래서 신성으로는 성부와 본질이 같고, 인성으로는 죄를 제외하고는 모든 면에서 다른 인간들과 똑같은 본질을 지닌다는 것이다. 둘째, 사람이 된 말씀, 곧 예수 그리스도 안에서 신성과 인성이 결합했지만 그 이후에도 신성과 인성은 섞이거나 변하거나 나뉘거나 갈라지지 않고 그 고유한 속성을 하나의 위격 안에서 그대로 유지된다는 것이다. 특히 인격 또는 위격을 나타내는 용어 프로소폰(인격 또는 위격)을 사용하면서 같은 의미로 휘포스타시스(위격 또는 실체)를 다시 한 번 사용함으로써, 공의회는 오해의 소지를 없애고 ‘한 위격 안의 두 본성’ 교리를 확정하였다.

## 본문
그리스어
Επόμενοι τοίνυν τοις άγίοις πατράσιν, Ενα και τον Αυτόν όμολογεΐν Υίόν τον Κύριον ημών Ίησουν Χριστόν συμφώνως άπαντες έδιδάσκομεν : τέλειον τον Αυτόν εν θεοτητι και τέλειον τον Αυτόν εν άνθρωποτητι . θεόν άληθώς και άνθρωπον αληθώς τον Αυτόν, εκ ψυχής λογικής και σώματος, όμοούσιον τω Πατρί κατά την Θεοτητα και όμοούσιον τον Αυτόν ήμΐν κατά την ανθρωπότητα . κατά πάντα ομοιον ήμΐν χωρίς αμαρτίας.
Πρо αιώνων μεν εκ του Πατρός γεννηθέντα κατά την θεότητα . Έπ 'εσχάτων δε των ήμερων τον Αυτόν δι'ημάς και δια την ήμετέραν σωτηριαν εκ Μαρίας της Παρθ νου της Θεοτόκου κατά την ανθρωπότητα.
Ενa και τον Αυτόν Χριστόν, Υίον, Κύριον, Μονογενή εν δύо φύσεσιν άσυγχύτως, άτρέπτως, αδιαιρέτως, άχωρίστως γνωριζομενον.
Ουδαμου της των φύσεων διαφοράς άνηρημένης δια την ένωσιν , σωζόμενης, δε μάλλον της ιδιότητος έκατέρας φύσεως και εις εν πρόσωπον και μίαν ύποστασιν συντρεχούσης .
Ουκ εις δύо πρόσωπα μεριζομενον ή διαιρούμενον, αλλ 'Ενα και τον Αυτόν, Υίόν και Μονογενή, θεόν Λογον, Κύριον Ίησουν Χριστον.
Καθαπερ άνωθεν οι προφήται περί Αυτού και Αυτός ημάς ό Κύριος Ίησουν Χριστός έξεπαίδευσε και τо των πατέρων ήμΐν παραδέδωκε σύμβαλον.
라틴어
Sequentes igitur sanctos patres, unum eundemque confiteri Filium et Dominum nostrum Jesum Christum consonanter omnes decemus, eundem perfectum in deitate et eundem perfectum in humanitate;
Deum verum et hominem verum eundem ex anima rationali et corpore; consubstantialem Patri secundum deitatem, consubstantialem nobis eundem secundum humanitatem;
‘per omnia nobis similem, absque peccato’: ante secula quidem de Patre genitum secundum deitatem; in novissimis autem diebus eundem propter nos et propter nostram salutem ex Maria virgine, Dei genitrice secundum humanitatem;
unum eundemque Christum, filium, Dominum, unigenitum, in duabus naturis inconfuse, immutabiliter, indivise, inseperabiliter agnoscendum :
nusquam sublata differentia naturaarum propter unitionem, magisque salva proprietate utriusque naturae, et in unam personam atque subsistentiam concurrente : non in dous personas partitum aut divisum, sed unum eundemque Filium et unigenitum, Deum verbum, Dominum Jesum Christum;
sicut ante prophetae de eo et ipse nos Jesus Christus erudivit et patrum nobis symbolum tradidit.
한국어
우리는 모두 거룩한 교부들을 따라 일치된 마음으로 우리 주 예수 그리스도를 한 분이시고 같은 성자이심을 고백하도록 가르친다.
바로 그분께서는 신성에서 완전하시고 같은 분이 인성에서 완전하시며, 같은 분이 참으로 하느님이시고 이성적 영혼과 육체로 이루어진 참으로 인간이시다.
같은 분이 신성에 따라서는 성부와 본질이 같으시고 인성에 따라서는 우리와 본질이 같으시며, 죄 말고는 모든 면에서 우리와 똑같으시다.
같은 분이 한편으로는 신성에 따라 시대 전에 아버지에게서 나시고, 다른 편으로는 인성에 따라 마지막 날에 우리를 위해, 우리의 구원을 위해 동정녀이시고 하느님의 어머니이신 마리아에게서 태어나셨다.
한 분이시고 같은 분께서 그리스도, 외아들, 주님이시며, 두 본성 안에서 혼합되지 않으시고 변화되지 않으시며 분리되지 않으시고 나뉘지 않으시는 분으로 인식되며, 이 외에는 결합으로 인해 본성들의 구별이 없어지지 않으시고, 오히려 두 본성의 각 속성이 보존되며, 하나의 위격과 하나의 히포스타시스로 결합되신다.
외아들이시며, 하느님이시고, 말씀이신 주 예수 그리스도께서는 두 위격으로 나뉘거나 분리되지 않으시며, 이전에 예언자들이 그분에 관해 그리고 예수 그리스도 친히 우리에게 가르치신 바와 같이, 그리고 교부들의 신앙 고백이 우리에게 전해 주었듯이 한 분이시고 같은 분이시다.

## 기독론
그리스도의 신성과 인성에 대한 관계에 있어서 칼케돈 공의회는 매우 중요한 자리를 차지하고 있다.
- 변화되지 않음: 그리스도는 신성이 인성으로 변화하여 하나님의 아들이 되지 않았다.
- 혼합되지 않음: 두 본성은 혼합되어서 하나가 되지 않고, 세번째 물체가 된 것이다.
- 분리와 상호방해가 없음: 두 본성은 연합되어 있어서 시공간적인 간격으로 분리되지 않는다. 이 연합은 죽음으로 사라지지 않고, 말씀은 인성을 가지지 않고 어떤 장소에서도 드러나지 않는다.

## 같이 보기
- 그리스도론
- 칼케돈 공의회